# The City (série de televisão)
The City  foi um reality show da MTV estadunidense derivado de The Hills , que acompanhava o dia-a-dia de Whitney Port e Olivia Palermo em Nova York. No total a série conta com 35 episódios divididos em 2 temporadas. 
A música tema é Top of the World, das Pussycat Dolls.
"The City" é um spin-off de The Hills  e Laguna Beach: The Real Orange County.
No Brasil o programa era exibido no canal Multishow.
"The City" estreou em 29 de dezembro de 2008 e terminou em 13 de julho de 2010.

## House of DVF
Em 2015 foi lançado um spin-off do reality chamado "House of DVF", no programa a estilista Diane von Fürstenberg (A chefe de Whitney e Olivia em "The City") escolhe a nova relações públicas (PR) da sua marca, a DVF. 